# Encarsia leucaspidis
Encarsia leucaspidis är en stekelart som först beskrevs av Mercet 1912.  Encarsia leucaspidis ingår i släktet Encarsia och familjen växtlussteklar. Arten är reproducerande i Sverige. Inga underarter finns listade i Catalogue of Life.